# Южноафриканска морска мечка
Южноафриканска морска мечка (Arctocephalus pusillus) е вид морска котка от семейство Ушати тюлени.

## Разпространение
Името на вида е малко неточно по отношение на неговото разпространение. Видът обитава атлантическото крайбрежие на южната част на Африка (основно Брега на скелетите) и бреговете на Тасмания и Югоизточна Австралия на границата между Тихи и Индийски океан.

## Класификация
Географската изолация на двете основни популации на вида е наложило отдиференцирането му на два подвида.
- Arctocephalus pusillus pusillus – обитава атлантическото крайбрежие на ЮАР и Намибия. Извън брачния сезон отделни екземпляри се срещат на север до Ангола и на юг до субантаркическите острови Принц Едуард.
- Arctocephalus pusillus doriferus – това е австралийския подвид населяващ крайбрежието на деветте острова в Басовия проток. Извън брачния сезон отделни екземпляри се срещат и по бреговете на Тасмания и щатите Виктория и Южна Австралия.

## Морфологични особености
Мъжките достигат дължина от 2,5 m, а самките – 1,8 m. Тези размери ги правят сред най-едрите представители на морските котки.

## Численост
Макар че през XIX век видът е бил поставен на границата да изчезне в наши дни популациите му са сравнително стабилни. Днес по африканските брегове се срещат над 1,5 милиона екземпляра. В Намибия дори отделни колонии наброяват над 100 хил. индивида.
В миналото в Австралия крайбрежието е населявано от няколкостотин хиляди екземпляра. След целенасоченото им избиване числеността пред 1940-те години достига едва до около 25 хил., а днес е нараснала до около 50 хиляди.